# Iwan Kulik (1897–1937)
Iwan Julianowicz (Izrail Judielewicz) Kulik (ros. Иван Юлианович (Израиль Юделевич) Кулик, ur. 14 stycznia?/26 stycznia 1897 w Szpole, zm. 10 października 1937 w Bykowni) – radziecki pisarz, poeta, polityk, działacz partyjny.

## Życiorys
Od 1914 członek SDPRR(b), 1914-1917 na emigracji w USA, od 1917 członek Południowo-Zachodniego Biura SDPRR(b), członek Kijowskiego Komitetu Wojskowo-Rewolucyjnego, członek Głównego Komitetu Socjaldemokracji Ukrainy. Od stycznia 1918 naczelnik oddziału partyzanckiego, 1918 zarządzający sprawami Rady Komisarzy Ludowych Ukraińskiej Republiki Ludowej, kierownik Ukraińskiego Oddziału Ludowego Komisariatu ds. Narodowości RFSRR, członek Kolegium NKWD RFSRR, zastępca ludowego komisarza ds. narodowości URL. Od lipca 1920 do marca 1921 członek Galicyjskiego Komitetu Rewolucyjnego, 1921-1923 sekretarz odpowiedzialny Komitetu Miejskiego KP(b)U w Kamieńcu Podolskim, redaktor gazety "Czerwona prawda", od 1923 szef Centralnego Zarządu ds. Prasy KC KP(b)U, 1924-1926 konsul ZSRR w Kanadzie. 1927-1929 zastępca pełnomocnika Ludowego Komisariatu Spraw Zagranicznych ZSRR przy Radzie Komisarzy Ludowych Ukraińskiej SRR, 1927-1932 przewodniczący Wszechukraińskiego Związku Pisarzy Proletariackich, od 29 listopada 1927 do 18 stycznia 1934 zastępca członka KC KP(b)U, od kwietnia 1929 przewodniczący Ukraińskiego Komitetu Ochrony Pomników Kultury. W 1930 pełnomocnik KC KP(b)U w okręgu mariupolskim, 1930-1932 sekretarz odpowiedzialny Komitetu Rejonowego KP(b)U w Kamieńcu Podolskim, 1934-1937 przewodniczący Związku Pisarzy Ukraińskiej SRR, od 1935 w Zagranicznym Biurze Pomocy KPZU. 1935-1937 dyrektor Ukraińskiego Wydawnictwa Politycznego, od 1936 przewodniczący Radiokomitetu Ukraińskiej SRR, od 1936 do lipca 1937 zastępca dyrektora Instytutu Ukraińskiej Literatury im. Tarasa Szewczenki Akademii Nauk Ukraińskiej SRR, od 3 czerwca do 30 sierpnia 1937 członek KC KP(b)U.
27 lipca 1937 aresztowany, następnie rozstrzelany.